# Living Blues Award
Der Living Blues Award ist ein Preis, der seit 1993 von den Lesern und von Kritikern der Zeitschrift Living Blues vergeben wird. Neben dem Blues Music Award der Blues Foundation ist er eine der bedeutendsten Auszeichnungen der Bluesszene.

## Kategorien
| Leserwahl: - Blues Artist of the Year (Male) - Blues Artist of the Year (Female) - Best Blues Album (New Release) - Best Blues Album (Historical Recording) - Best Blues DVD - Most Outstanding Musician (Guitar) - Most Outstanding Musician (Harmonica) - Most Outstanding Musician (Keyboard) - Best Live Performer - Most Outstanding Blues Singer | Kritikerwahl - Blues Artist of the Year (Male) - Blues Artist of the Year (Female) - Most Outstanding Blues Singer - Most Outstanding Musician (Guitar) - Most Outstanding Musician (Harmonica) - Most Outstanding Musician (Keyboard) - Most Outstanding Musician (Bass) - Most Outstanding Musician (Drums) - Most Outstanding Musician (Horns) - Most Outstanding Musician (Other) - Best Live Performer | - Comeback Artist of the Year - Artist Deserving More Attention - Album of the Year - New Recordings / Southern Soul - New Recordings / Best debut - New Recordings / Contemporary blues - New Recordings / Traditional & acoustic - Historical Reissue / Pre-war - Historical Reissue / Post-war - DVD - Producer of the Year – New recording - Producer of the Year – Historical/Reissue |

## Preisträger (Auswahl)
- Shemekia Copeland
- Pinetop Perkins
- Snooky Pryor
- Solomon Burke
- Muddy Waters
- Buddy Guy
- Etta James
- Johnny Adams
- Buddy Guy
- Billy Branch
- B. B. King
- Bobby Blue Bland
- Little Milton
- Luther Allison
- R.L. Burnside
- Marcia Ball
- Charlie Musselwhite
- Mel Brown